# Bubrotka
Bubrotka to brydżowa konwencja licytacyjna, odmiana odwrotki, będąca częścią systemu licytacyjnego Wspólny Język 2005. Została opracowana przez Stanisława "Bubu" Gołębiowskiego, a nazwana na jego cześć Bubrotką przez Krzysztofa Jassema.
|         | Znaczenie odpowiedzi po relayu 2♦ w sekwencji 1♣-1♠-2♦                                                             |
| 2♥      | 7-10PH z czwórką w kolorze odpowiedzi, jeżeli 9-10 to bez młodszej piątki z boku                                   |
| 2♠      | 11+PH z czwórką |
| 2BA     | 11+PH z przynajmniej piątka                                                                                        |
| 3♣      | 9-11PH czwórka starsza i pięć trefli                                                                               |
| 3♦      | 9-11PH czwórka starsza i pięć kar                                                                                  |
| 3♥      | 7-10PH z piątką, ręka niezrównoważona, 3♠ otwierającego to pytanie o singletona, a 3BA to pytanie o boczną czwórkę |
| 3♠      | 7-10PH z piątką, ręka zrównoważona, najczęściej 5332                                                               |
| 3BA     | 7-10PH z szóstką, bez krótkości                                                                                    |
| 4♣ i 4♦ | 7-10PH, Splinter                                                                                                   |
| 4♥      | Po 1♠ Splinter |